# Stenanthemum notiale
Stenanthemum notiale är en brakvedsväxtart. Stenanthemum notiale ingår i släktet Stenanthemum och familjen brakvedsväxter.

## Underarter
Arten delas in i följande underarter:
- S. n. chamelum
- S. n. notiale